# Nebulosa de la Flama

NGC2024 o la nebulosa de la Llama es una nebulosa de emisión que aparenta estar en llamas. Se encuentra cerca de la estrella más oriental del cinturón de Orión, Alnitak. Erróneamente se dice que es una nebulosa oscura.
(Es muy difícil verla por la contaminación lumínica) 
Este efecto se da gracias a su luminosidad de color rojizo. Los átomos de hidrógeno de la nebulosa son constantemente ionizados por la luz de la cercana Alnitak (Zeta Orionis), cuya intensa radiación ultravioleta les hace perder sus electrones. Gran parte de la luminosidad de la nebulosa se produce cuando esos electrones se recombinan con el hidrógeno ionizado, dando lugar a la emisión de luz rojiza.
Cerca de esta nebulosa hay tres objetos candidatos a ser planetas gaseosos.

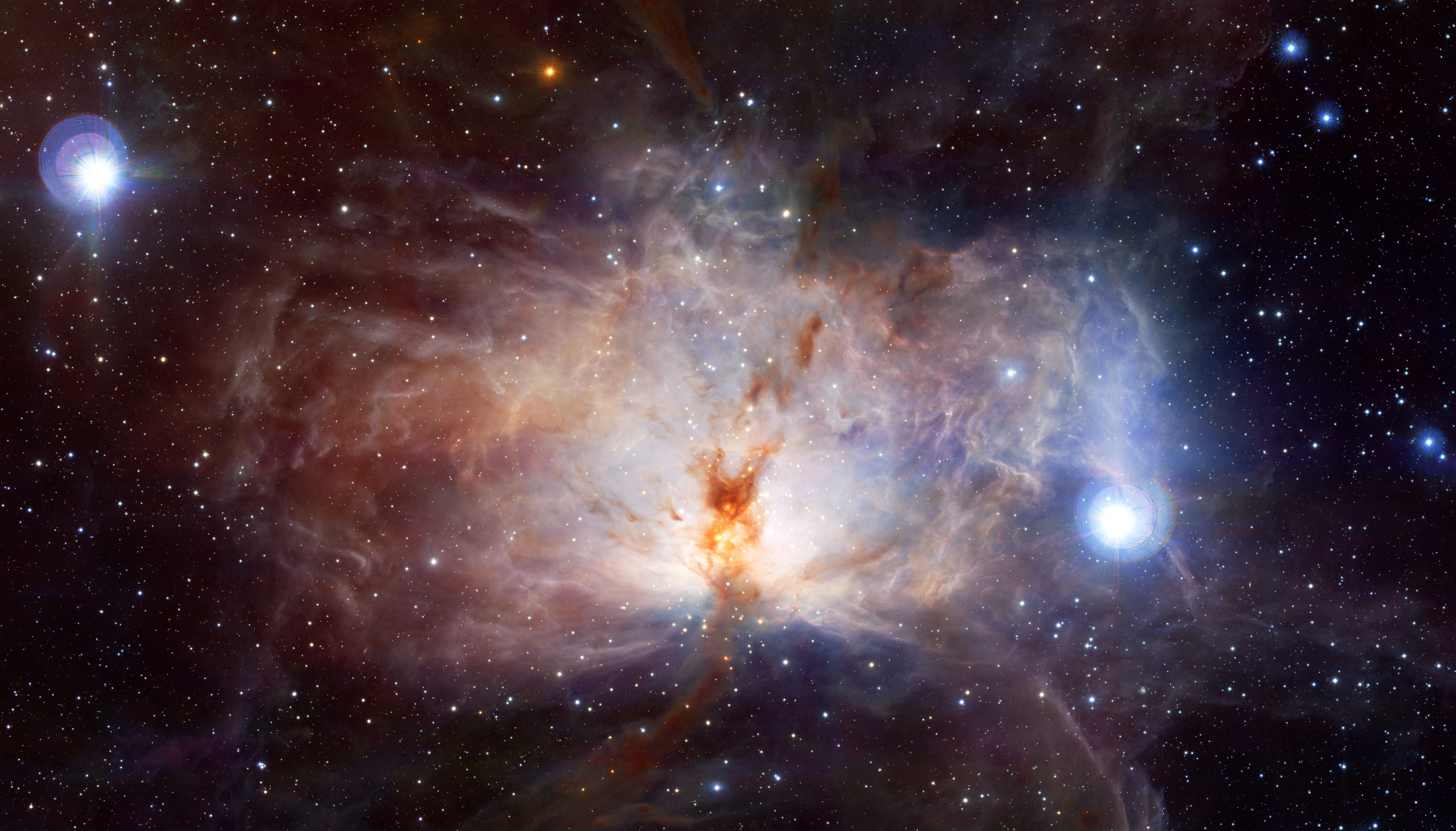
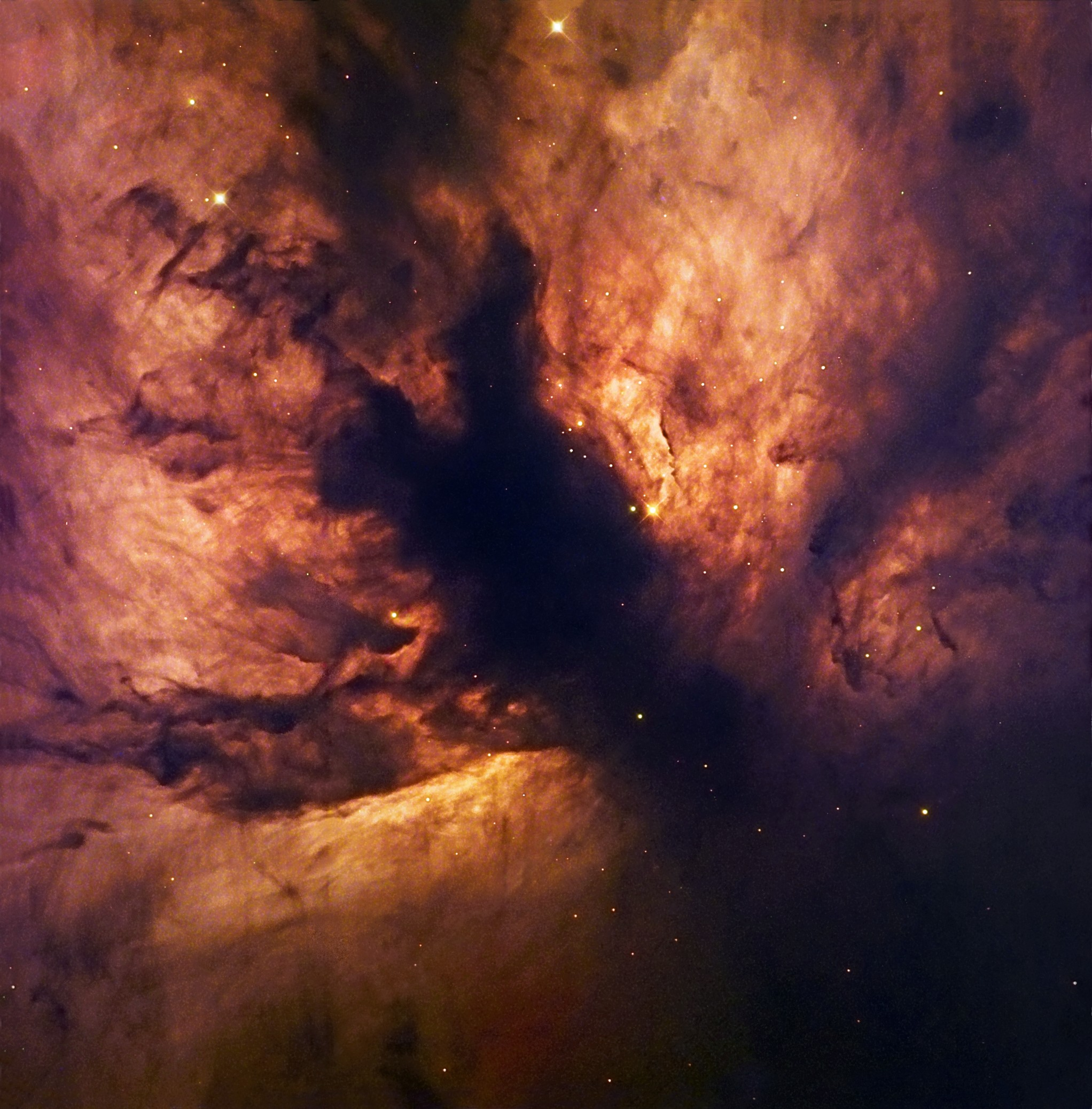